# 鑰匙卡 (智能卡)
鑰匙卡（英語：The Key）是前進集團研發可用於英國不同地區包括巴士、列車及其他公共交通的非接觸式智能卡，可兼容ITSO智能卡標準。
鑰匙卡使用近場通訊儲存和傳送關於英國不同鐵路和巴士公司車票的信息。起初於2007年6月由牛津巴士公司引入以簡化其巴士票務系統。自此以後擴展至若干其他主要由前進集團營運的服務，該集團為牛津巴士公司的母公司。
鑰匙卡由前進集團擁有和營運。由於該卡兼容ITSO，故此亦可用於整個英國鐵路網絡。
乘客可在網上免費訂購鑰匙卡，或在任何接受鑰匙卡的公司以小量費用購買，亦可在任何南方、泰晤士及大北方鐵路車站票務處購買。